# Dráchov (jez)

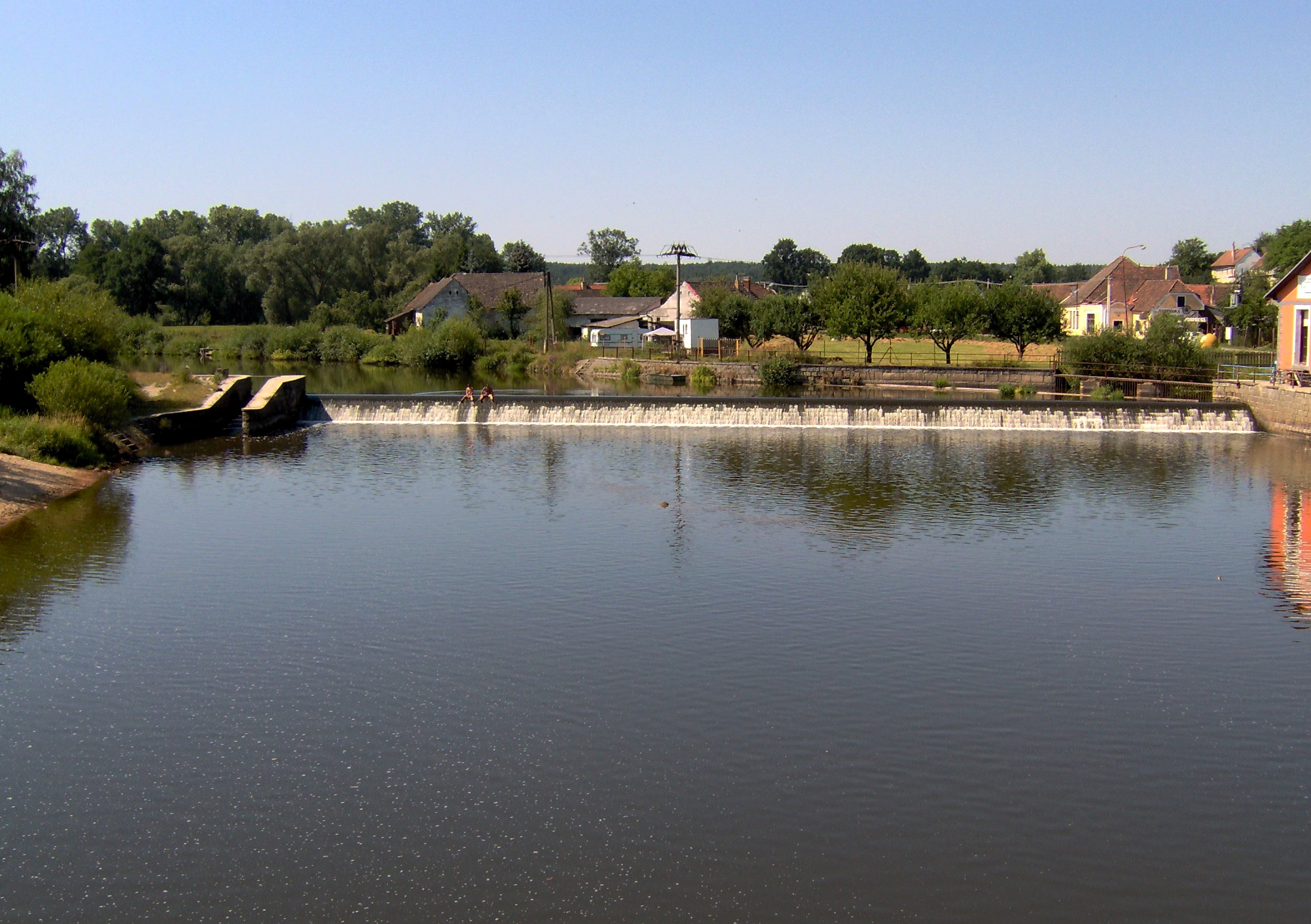
Jez na Lužnici v Dráchově za minimálného stavu vody (červenec 2007)

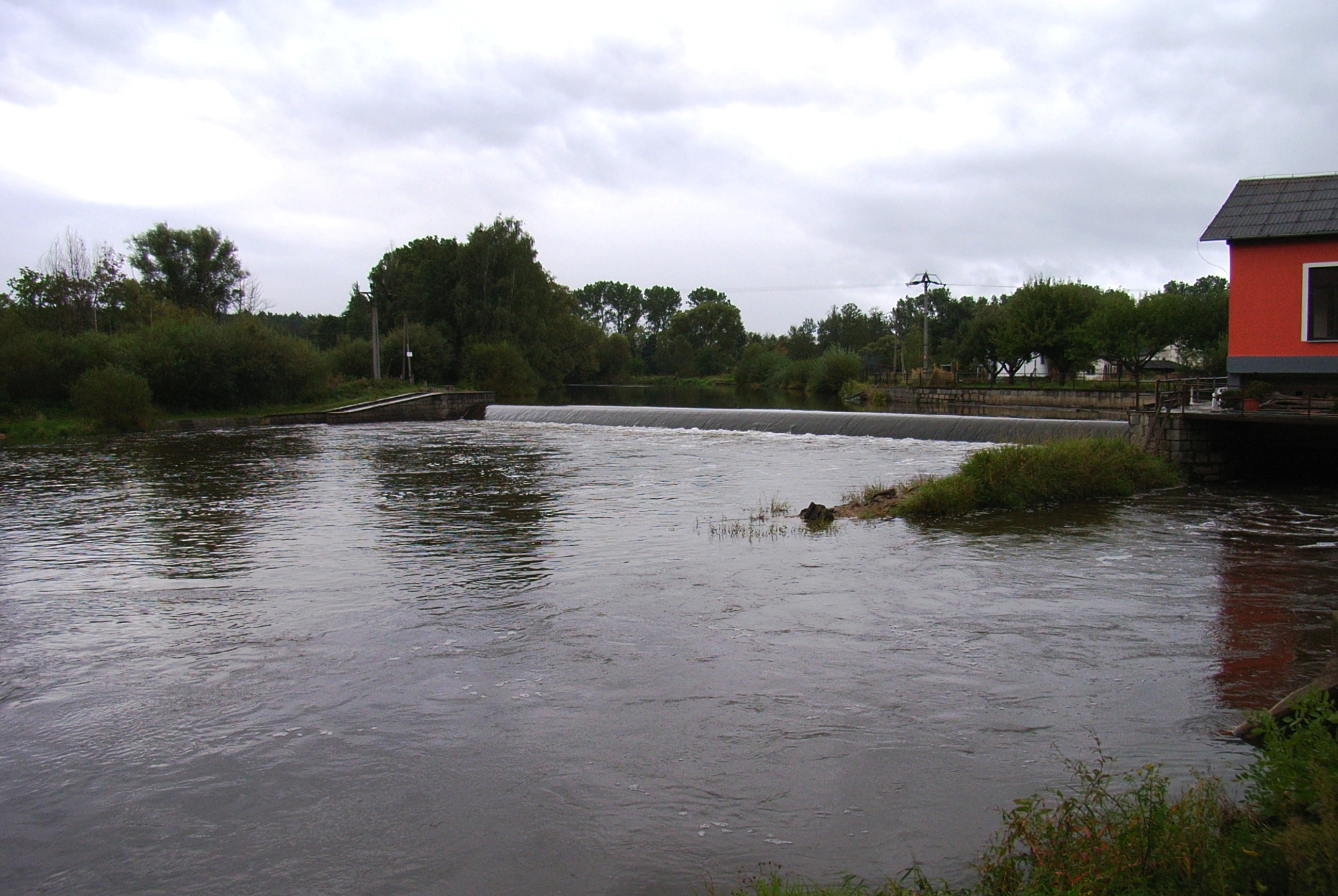
Dráchovský jez při vyšší hladině Lužnice v září 2007

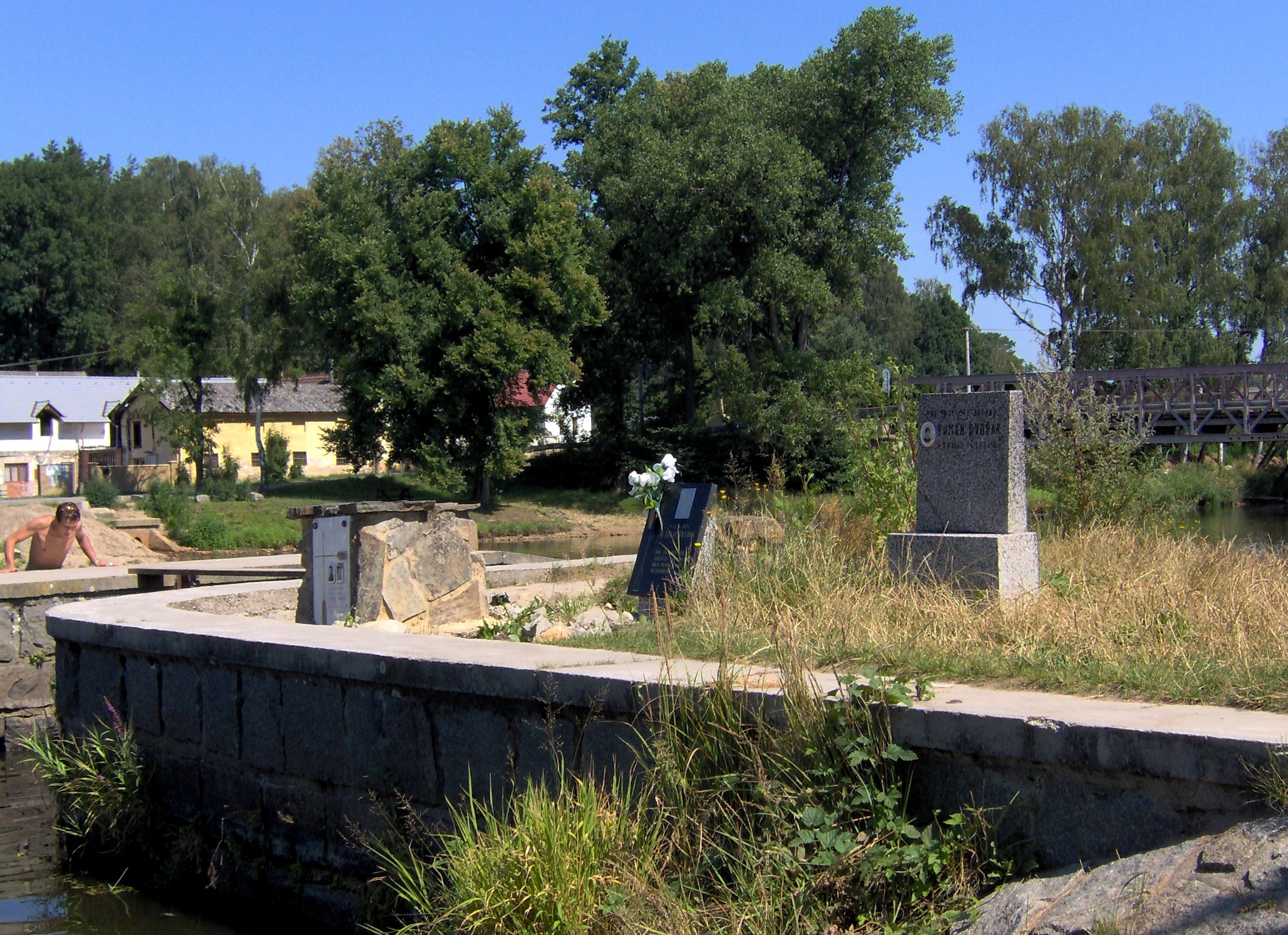
Tragédie na jezu zde připomínají také tyto pomníčky

Jez Dráchov je na kilometru 69,3 řeky Lužnice v obci Dráchov, na polovině cesty mezi Veselím nad Lužnicí a Soběslaví.
Je pokládán za jeden z nejnebezpečnějších jezů  na řekách České republiky a mezi vodáky má neblahou pověst jako „jez smrti“. Před sjížděním jezu varují informace ve vodáckých průvodcích i tabule přímo na břehu řeky. Za velké vody proud silně táhne k jezu; ale zejména má nevinně vypadající jez za středního a ještě více za velkého vodního stavu pod jezem zrádný válec - silné vývařiště, ve kterém utonula již řada vodáků (uvádí se nejméně 5 (podle nejnovějších statistik dokonce 10).). Jez je sice vybaven propustí, která je však nesjízdná a přímo nebezpečná. Tragédie připomíná několik pomníčků utonulých vodáků. Doporučuje se krátké přenesení po pravém břehu se schůdky.
- Na levém břehu stojí u jezu bývalý Fouskův mlýn s vlastní vodní elektrárnou. Po roce 1989 byl vrácen původnímu majiteli, přebudován na restauraci a turistický hotel. I malá elektrárna prošla rekonstrukcí, nyní využívá spádu 1,5  metru , má Francisovu kašnovou turbínu s výkonem 35  kW.